# Dipartimento di Ramón Lista
Ramón Lista è un dipartimento argentino, situato nell'estrema parte nord-occidentale della provincia di Formosa, con capoluogo General Mosconi.
Esso confina a nord con la repubblica del Paraguay, a est con il dipartimento di Bermejo, a sud con il dipartimento di Matacos e a ovest con la provincia di Salta
Secondo il censimento del 2001, su un territorio di 3.800 km², la popolazione ammontava a 10.928 abitanti, con un aumento demografico del 64,33% rispetto al censimento del 1991.
Municipi del dipartimento sono:
- General Mosconi
- El Potrillo